# 노 다웃
노 다웃 (No Doubt)은 미국 캘리포니아주 애너하임 출신의 록 밴드이다.
1995년 발매된 《Tragic Kingdom》은 큰 인기와 함께 좋은 성적을 거두었으며, 세 번째 싱글〈Don't Speak〉는 빌보드 핫 100 에어플레이 차트에 16주 동안 1위를 지켰다.

## 구성원
- 그웬 스테파니(Gwen Stefani) - 보컬
- 톰 듀몬트(Tom Dumont) - 기타, 키보드
- 토니 카날(Tony Kanal) - 베이스 기타
- 아드리안 영(Adrian Young) - 드럼

### 투어 멤버
- 스티븐 브래들리(Stephen Bradley) - 키보드, 트럼펫
- 가브리얼 맥네어(Gabrial McNair) - 키보드, 트롬본

## 음반 목록

### 정규 음반
| 발매 일자        | 음반명                           | 차트 순위 | 차트 순위 | 차트 순위 | 차트 순위 |
| 발매 일자        | 음반명                           | 미국      | 영국      | 캐나다    | 호주      |
| ---------------- | -------------------------------- | --------- | --------- | --------- | --------- |
| 1992년 3월 17일  | 《No Doubt》                     | -         | -         | -         | -         |
| 1995년 3월       | 《The Beacon Street Collection》 | -         | -         | -         | -         |
| 1995년 10월 10일 | 《Tragic Kingdom》               | 1         | 3         | 1         | 3         |
| 2000년 4월 11일  | 《Return of Saturn》             | 2         | 31        | 2         | 11        |
| 2001년 12월 11일 | 《Rock Steady》                  | 9         | 43        | 17        | 15        |